# 全国高等学校野球選手権大会 (京都府勢)
全国高等学校野球選手権大会における京都府勢の成績について記す。

## 全国中等学校優勝野球大会
| 大会                 | 代表校                          | 試合結果                 | 試合結果                    | 成績                     |
| -------------------- | ------------------------------- | ------------------------ | --------------------------- | ------------------------ |
| 1915年（第1回大会）  | 京都二中（京津・初出場）        | 準々決勝                 | ○ 15 - 0 高松中             | 優勝                     |
| 1915年（第1回大会）  | 京都二中（京津・初出場）        | 準決勝                   | △ 1 - 1 和歌山中            | 優勝                     |
| 1915年（第1回大会）  | 京都二中（京津・初出場）        | 準決勝                   | ○ 9 - 5 和歌山中            | 優勝                     |
| 1915年（第1回大会）  | 京都二中（京津・初出場）        | 決勝                     | ○ 2x - 1 秋田中（延長13回） | 優勝                     |
| 1916年（第2回大会）  | 京都二中（京津・2年連続2回目）  | 1回戦                    | ● 2 - 3x 一関中             | 初戦敗退                 |
| 1917年（第3回大会）  | 京都一中（京津・初出場）        | 1回戦                    | ○ 1 - 0 和歌山中            | ベスト8                  |
| 1917年（第3回大会）  | 京都一中（京津・初出場）        | 準々決勝                 | ● 2 - 13 関西学院中         | ベスト8                  |
| 1918年（第4回大会）  | 京都二中（京津・2年ぶり3回目）  | （米騒動による大会中止） | （米騒動による大会中止）    | （米騒動による大会中止） |
| 1919年（第5回大会）  | 同志社中（京津・初出場）        | 1回戦                    | ● 3 - 4x 盛岡中             | 初戦敗退                 |
| 1920年（第6回大会）  | 京都一商（京津・初出場）        | 1回戦                    | ○ 5 - 1 和歌山中            | ベスト8                  |
| 1920年（第6回大会）  | 京都一商（京津・初出場）        | 準々決勝                 | ● 0 - 2 鳥取中              | ベスト8                  |
| 1921年（第7回大会）  | 京都一商（京津・2年連続2回目）  | 2回戦                    | ○ 6x - 5 慶応普通部         | 準優勝                   |
| 1921年（第7回大会）  | 京都一商（京津・2年連続2回目）  | 準々決勝                 | ○ 7 - 1 松山商              | 準優勝                   |
| 1921年（第7回大会）  | 京都一商（京津・2年連続2回目）  | 準決勝                   | ○ 14 - 4 大連商             | 準優勝                   |
| 1921年（第7回大会）  | 京都一商（京津・2年連続2回目）  | 決勝                     | ● 4 - 16 和歌山中           | 準優勝                   |
| 1922年（第8回大会）  | 立命館中（京津・初出場）        | 1回戦                    | ○ 6 - 3 南満州工            | ベスト8                  |
| 1922年（第8回大会）  | 立命館中（京津・初出場）        | 準々決勝                 | ● 1 - 4 和歌山中            | ベスト8                  |
| 1923年（第9回大会）  | 立命館中（京津・2年連続2回目）  | 2回戦                    | ○ 23 - 4 台北一中           | ベスト4                  |
| 1923年（第9回大会）  | 立命館中（京津・2年連続2回目）  | 準々決勝                 | ○ 7 - 5 徽文高普            | ベスト4                  |
| 1923年（第9回大会）  | 立命館中（京津・2年連続2回目）  | 準決勝                   | ● 5 - 13 甲陽中             | ベスト4                  |
| 1924年（第10回大会） | 同志社中（京津・5年ぶり2回目）  | 2回戦                    | ● 2 - 15 鳥取一中           | 初戦敗退                 |
| 1925年（第11回大会） | 東山中（京津・初出場）          | 1回戦                    | ○ 9 - 3 北海中              | 2回戦                    |
| 1925年（第11回大会） | 東山中（京津・初出場）          | 2回戦                    | ● 0 - 14 高松商             | 2回戦                    |
| 1926年（第12回大会） | 東山中（京津・2年連続2回目）    | 1回戦                    | ○ 4 - 2 八戸中              | 2回戦                    |
| 1926年（第12回大会） | 東山中（京津・2年連続2回目）    | 2回戦                    | ● 0 - 13 高松中             | 2回戦                    |
| 1927年（第13回大会） | 平安中（京津・初出場）          | 2回戦                    | ○ 5 - 3 台北商              | ベスト8                  |
| 1927年（第13回大会） | 平安中（京津・初出場）          | 準々決勝                 | ● 0 - 6 松本商              | ベスト8                  |
| 1928年（第14回大会） | 平安中（京津・2年連続2回目）    | 1回戦                    | ○ 5 - 0 八戸中              | 準優勝                   |
| 1928年（第14回大会） | 平安中（京津・2年連続2回目）    | 2回戦                    | ○ 4 - 2 福岡中              | 準優勝                   |
| 1928年（第14回大会） | 平安中（京津・2年連続2回目）    | 準々決勝                 | ○ 4 - 3 甲陽中              | 準優勝                   |
| 1928年（第14回大会） | 平安中（京津・2年連続2回目）    | 準決勝                   | ○ 6 - 0 北海中              | 準優勝                   |
| 1928年（第14回大会） | 平安中（京津・2年連続2回目）    | 決勝                     | ● 1 - 3 松本商              | 準優勝                   |
| 1929年（第15回大会） | 平安中（京津・3年連続3回目）    | 2回戦                    | ○ 3 - 0 平壌中              | ベスト8                  |
| 1929年（第15回大会） | 平安中（京津・3年連続3回目）    | 準々決勝                 | ● 4 - 5 台北一中            | ベスト8                  |
| 1930年（第16回大会） | 平安中（京津・4年連続4回目）    | 2回戦                    | ○ 2x - 1 桐生中             | ベスト4                  |
| 1930年（第16回大会） | 平安中（京津・4年連続4回目）    | 準々決勝                 | ○ 15 - 0 東北中             | ベスト4                  |
| 1930年（第16回大会） | 平安中（京津・4年連続4回目）    | 準決勝                   | ● 0 - 3 諏訪蚕糸            | ベスト4                  |
| 1931年（第17回大会） | 平安中（京津・5年連続5回目）    | 1回戦                    | ○ 6 - 5 八尾中              | 2回戦                    |
| 1931年（第17回大会） | 平安中（京津・5年連続5回目）    | 2回戦                    | ● 5 - 6x 広陵中             | 2回戦                    |
| 1932年（第18回大会） | 京都師範（京津・初出場）        | 2回戦                    | ● 0 - 2 八尾中              | 初戦敗退                 |
| 1933年（第19回大会） | 平安中（京津・2年ぶり6回目）    | 2回戦                    | ○ 5 - 1 北海中（延長11回）  | 準優勝                   |
| 1933年（第19回大会） | 平安中（京津・2年ぶり6回目）    | 準々決勝                 | ○ 9 - 1 郡山中              | 準優勝                   |
| 1933年（第19回大会） | 平安中（京津・2年ぶり6回目）    | 準決勝                   | ○ 4 - 0 松山中              | 準優勝                   |
| 1933年（第19回大会） | 平安中（京津・2年ぶり6回目）    | 決勝                     | ● 1 - 2 中京商              | 準優勝                   |
| 1934年（第20回大会） | 京都商（京津・初出場）          | 1回戦                    | ● 1 - 3 鳥取一中            | 初戦敗退                 |
| 1935年（第21回大会） | 平安中（京津・2年ぶり7回目）    | 2回戦                    | ● 1 - 4 嘉義農林            | 初戦敗退                 |
| 1936年（第22回大会） | 平安中（京津・2年連続8回目）    | 2回戦                    | ○ 17 - 0 仁川商             | 準優勝                   |
| 1936年（第22回大会） | 平安中（京津・2年連続8回目）    | 準々決勝                 | ○ 10 - 0 千葉中             | 準優勝                   |
| 1936年（第22回大会） | 平安中（京津・2年連続8回目）    | 準決勝                   | ○ 6 - 5 桐生中              | 準優勝                   |
| 1936年（第22回大会） | 平安中（京津・2年連続8回目）    | 決勝                     | ● 1 - 9 岐阜商              | 準優勝                   |
| 1937年（第23回大会） | 平安中（京津・3年連続9回目）    | 1回戦                    | ○ 4 - 3 浪華商              | 2回戦                    |
| 1937年（第23回大会） | 平安中（京津・3年連続9回目）    | 2回戦                    | ● 10 - 11 呉港中            | 2回戦                    |
| 1938年（第24回大会） | 平安中（京津・4年連続10回目）   | 1回戦                    | ○ 6x - 5 海草中             | 優勝                     |
| 1938年（第24回大会） | 平安中（京津・4年連続10回目）   | 2回戦                    | ○ 4 - 0 大分商              | 優勝                     |
| 1938年（第24回大会） | 平安中（京津・4年連続10回目）   | 準々決勝                 | ○ 1 - 0 浅野中              | 優勝                     |
| 1938年（第24回大会） | 平安中（京津・4年連続10回目）   | 準決勝                   | ○ 7 - 2 高崎商              | 優勝                     |
| 1938年（第24回大会） | 平安中（京津・4年連続10回目）   | 決勝                     | ○ 2x - 1 岐阜商             | 優勝                     |
| 1939年（第25回大会） | 京都商（京津・5年ぶり2回目）    | 1回戦                    | ○ 3 - 1 仁川商（延長12回）  | 2回戦                    |
| 1939年（第25回大会） | 京都商（京津・5年ぶり2回目）    | 2回戦                    | ● 0 - 5 海草中              | 2回戦                    |
| 1940年（第26回大会） | 京都商（京津・2年連続3回目）    | 2回戦                    | ○ 3 - 1 台北一中            | ベスト8                  |
| 1940年（第26回大会） | 京都商（京津・2年連続3回目）    | 準々決勝                 | ● 3 - 4 海草中（延長12回）  | ベスト8                  |
| 1946年（第28回大会） | 京都二中（京津・28年ぶり4回目） | 1回戦                    | ○ 1 - 0 成田中              | 準優勝                   |
| 1946年（第28回大会） | 京都二中（京津・28年ぶり4回目） | 2回戦                    | ○ 2 - 1 桐生工              | 準優勝                   |
| 1946年（第28回大会） | 京都二中（京津・28年ぶり4回目） | 準々決勝                 | ○ 6 - 0 鹿児島商            | 準優勝                   |
| 1946年（第28回大会） | 京都二中（京津・28年ぶり4回目） | 準決勝                   | ○ 5 - 3 下関商              | 準優勝                   |
| 1946年（第28回大会） | 京都二中（京津・28年ぶり4回目） | 決勝                     | ● 0 - 2 浪華商              | 準優勝                   |
| 1947年（第29回大会） | 京都二商（京津・初出場）        | 2回戦                    | ○ 1 - 0 函館工（延長10回）  | ベスト8                  |
| 1947年（第29回大会） | 京都二商（京津・初出場）        | 準々決勝                 | ● 6 - 7 岐阜商              | ベスト8                  |

## 全国高等学校野球選手権大会
| 大会                  | 代表校                                         | 試合結果                                       | 試合結果                                       | 成績                                           |
| --------------------- | ---------------------------------------------- | ---------------------------------------------- | ---------------------------------------------- | ---------------------------------------------- |
| 1948年（第30回大会）  | 西京商（京津・27年ぶり3回目）                  | 1回戦                                          | ○ 12 - 5 金沢一                                | ベスト4                                        |
| 1948年（第30回大会）  | 西京商（京津・27年ぶり3回目）                  | 2回戦                                          | ○ 10 - 0 慶応                                  | ベスト4                                        |
| 1948年（第30回大会）  | 西京商（京津・27年ぶり3回目）                  | 準々決勝                                       | ○ 5 - 0 享栄商                                 | ベスト4                                        |
| 1948年（第30回大会）  | 西京商（京津・27年ぶり3回目）                  | 準決勝                                         | ● 0 - 1 桐蔭                                   | ベスト4                                        |
| 1949年（第31回大会）  | 平安（京津・11年ぶり11回目）                   | 1回戦                                          | ○ 18 - 7 盛岡                                  | 2回戦                                          |
| 1949年（第31回大会）  | 平安（京津・11年ぶり11回目）                   | 2回戦                                          | ● 4 - 5 柳井                                   | 2回戦                                          |
| 1950年（第32回大会）  | 山城（京津・初出場）                           | 1回戦                                          | ● 3 - 5 北海                                   | 初戦敗退                                       |
| 1951年（第33回大会）  | 平安（京津・2年ぶり12回目）                    | 1回戦                                          | ○ 5 - 2 希望ヶ丘                               | 優勝                                           |
| 1951年（第33回大会）  | 平安（京津・2年ぶり12回目）                    | 2回戦                                          | ○ 1 - 0 松商学園                               | 優勝                                           |
| 1951年（第33回大会）  | 平安（京津・2年ぶり12回目）                    | 準々決勝                                       | ○ 2x - 1 都島工                                | 優勝                                           |
| 1951年（第33回大会）  | 平安（京津・2年ぶり12回目）                    | 準決勝                                         | ○ 4 - 3 高松一                                 | 優勝                                           |
| 1951年（第33回大会）  | 平安（京津・2年ぶり12回目）                    | 決勝                                           | ○ 7 - 4 熊谷                                   | 優勝                                           |
| 1952年（第34回大会）  | 山城（京津・2年ぶり2回目）                     | 1回戦                                          | ● 0 - 2 成田                                   | 初戦敗退                                       |
| 1954年（第36回大会）  | 平安（京津・3年ぶり13回目）                    | 1回戦                                          | ● 4 - 5 高知商                                 | 初戦敗退                                       |
| 1955年（第37回大会）  | 立命館（京津・32年ぶり3回目）                  | 2回戦                                          | ○ 4 - 1 若狭                                   | ベスト4                                        |
| 1955年（第37回大会）  | 立命館（京津・32年ぶり3回目）                  | 準々決勝                                       | ○ 3 - 0 津久見                                 | ベスト4                                        |
| 1955年（第37回大会）  | 立命館（京津・32年ぶり3回目）                  | 準決勝                                         | ● 1 - 2 坂出商                                 | ベスト4                                        |
| 1956年（第38回大会）  | 平安（京滋・2年ぶり14回目）                    | 1回戦                                          | ○ 4 - 0 徳島商                                 | 優勝                                           |
| 1956年（第38回大会）  | 平安（京滋・2年ぶり14回目）                    | 2回戦                                          | ○ 1 - 0 滑川                                   | 優勝                                           |
| 1956年（第38回大会）  | 平安（京滋・2年ぶり14回目）                    | 準々決勝                                       | ○ 4 - 2 浪華商                                 | 優勝                                           |
| 1956年（第38回大会）  | 平安（京滋・2年ぶり14回目）                    | 準決勝                                         | ○ 1 - 0 西条                                   | 優勝                                           |
| 1956年（第38回大会）  | 平安（京滋・2年ぶり14回目）                    | 決勝                                           | ○ 3 - 2 岐阜商                                 | 優勝                                           |
| 1957年（第39回大会）  | 平安（京滋・2年連続15回目）                    | 2回戦                                          | ● 1 - 3 上田松尾                               | 初戦敗退                                       |
| 1958年（第40回大会）  | 平安（3年連続16回目）                          | 2回戦                                          | ○ 9 - 0 山形南                                 | ベスト8                                        |
| 1958年（第40回大会）  | 平安（3年連続16回目）                          | 3回戦                                          | ○ 2 - 0 敦賀                                   | ベスト8                                        |
| 1958年（第40回大会）  | 平安（3年連続16回目）                          | 準々決勝                                       | ● 0 - 2 高知商                                 | ベスト8                                        |
| 1959年（第41回大会）  | 平安（京滋・4年連続17回目）                    | 1回戦                                          | ○ 3 - 1 魚津                                   | ベスト8                                        |
| 1959年（第41回大会）  | 平安（京滋・4年連続17回目）                    | 2回戦                                          | ○ 6 - 0 海星                                   | ベスト8                                        |
| 1959年（第41回大会）  | 平安（京滋・4年連続17回目）                    | 準々決勝                                       | ● 1 - 2 西条                                   | ベスト8                                        |
| 1960年（第42回大会）  | 平安（京滋・5年連続18回目）                    | 1回戦                                          | ○ 1 - 0 金沢市工                               | 2回戦                                          |
| 1960年（第42回大会）  | 平安（京滋・5年連続18回目）                    | 2回戦                                          | ● 0 - 1x 鹿島                                  | 2回戦                                          |
| 1961年（第43回大会）  | 山城（京滋・9年ぶり3回目）                     | 1回戦                                          | ● 2 - 6 岐阜商                                 | 初戦敗退                                       |
| 1962年（第44回大会）  | 平安（京滋・2年ぶり19回目）                    | 1回戦                                          | ● 1 - 2 西条                                   | 初戦敗退                                       |
| 1963年（第45回大会）  | 京都商（23年ぶり4回目）                        | 1回戦                                          | ● 2 - 3 松商学園                               | 初戦敗退                                       |
| 1964年（第46回大会）  | 平安（京滋・2年ぶり20回目）                    | 1回戦                                          | ○ 6 - 3 武相                                   | ベスト8                                        |
| 1964年（第46回大会）  | 平安（京滋・2年ぶり20回目）                    | 2回戦                                          | ○ 5 - 3 掛川西                                 | ベスト8                                        |
| 1964年（第46回大会）  | 平安（京滋・2年ぶり20回目）                    | 準々決勝                                       | ● 2 - 5 高知                                   | ベスト8                                        |
| 1965年（第47回大会）  | 京都商（京滋・2年ぶり5回目）                   | 1回戦                                          | ● 1 - 2 銚子商                                 | 初戦敗退                                       |
| 1966年（第48回大会）  | 平安（京滋・2年ぶり21回目）                    | 1回戦                                          | ○ 9 - 0 花巻北                                 | ベスト8                                        |
| 1966年（第48回大会）  | 平安（京滋・2年ぶり21回目）                    | 2回戦                                          | ○ 7 - 2 三重                                   | ベスト8                                        |
| 1966年（第48回大会）  | 平安（京滋・2年ぶり21回目）                    | 準々決勝                                       | ● 0 - 1 報徳学園                               | ベスト8                                        |
| 1968年（第50回大会）  | 平安（2年ぶり22回目）                          | 1回戦                                          | ● 1 - 2 大宮工                                 | 初戦敗退                                       |
| 1969年（第51回大会）  | 平安（京滋・2年連続23回目）                    | 1回戦                                          | ○ 3 - 1 横手                                   | ベスト8                                        |
| 1969年（第51回大会）  | 平安（京滋・2年連続23回目）                    | 2回戦                                          | ○ 2 - 1 取手一                                 | ベスト8                                        |
| 1969年（第51回大会）  | 平安（京滋・2年連続23回目）                    | 準々決勝                                       | ● 1 - 2 三沢                                   | ベスト8                                        |
| 1970年（第52回大会）  | 平安（京滋・3年連続24回目）                    | 1回戦                                          | ○ 13 - 0 須坂園芸                              | 2回戦                                          |
| 1970年（第52回大会）  | 平安（京滋・3年連続24回目）                    | 2回戦                                          | ● 12 - 13x 熊谷商（延長10回）                  | 2回戦                                          |
| 1973年（第55回大会）  | 京都商（8年ぶり6回目）                         | 1回戦                                          | ○ 1 - 0 札幌商（延長11回）                     | 2回戦                                          |
| 1973年（第55回大会）  | 京都商（8年ぶり6回目）                         | 2回戦                                          | ● 0 - 1x 高松商                                | 2回戦                                          |
| 1974年（第56回大会）  | 平安（4年ぶり25回目）                          | 1回戦                                          | ○ 9 - 1 一関商工                               | ベスト8                                        |
| 1974年（第56回大会）  | 平安（4年ぶり25回目）                          | 2回戦                                          | ○ 5x - 4 上尾（延長13回）                      | ベスト8                                        |
| 1974年（第56回大会）  | 平安（4年ぶり25回目）                          | 3回戦                                          | ○ 4 - 3 東洋大姫路                             | ベスト8                                        |
| 1974年（第56回大会）  | 平安（4年ぶり25回目）                          | 準々決勝                                       | ● 0 - 6 銚子商                                 | ベスト8                                        |
| 1975年（第57回大会）  | 桂（初出場）                                   | 2回戦                                          | ● 1 - 8 土佐                                   | 初戦敗退                                       |
| 1976年（第58回大会）  | 京都商（3年ぶり7回目）                         | 1回戦                                          | ● 0 - 2 小山                                   | 初戦敗退                                       |
| 1977年（第59回大会）  | 京都商（2年連続8回目）                         | 2回戦                                          | ● 1 - 9 津久見                                 | 初戦敗退                                       |
| 1978年（第60回大会）  | 京都商（3年連続9回目）                         | 1回戦                                          | ● 2 - 3 県岐阜商                               | 初戦敗退                                       |
| 1979年（第61回大会）  | 宇治（初出場）                                 | 2回戦                                          | ● 0 - 8 星稜                                   | 初戦敗退                                       |
| 1980年（第62回大会）  | 東宇治（初出場）                               | 1回戦                                          | ○ 7 - 2 金沢                                   | 2回戦                                          |
| 1980年（第62回大会）  | 東宇治（初出場）                               | 2回戦                                          | ● 1 - 9 早稲田実                               | 2回戦                                          |
| 1981年（第63回大会）  | 京都商（3年ぶり10回目）                        | 2回戦                                          | ○ 5x - 4 前橋工                                | 準優勝                                         |
| 1981年（第63回大会）  | 京都商（3年ぶり10回目）                        | 3回戦                                          | ○ 1x - 0 宇都宮学園（延長11回）                | 準優勝                                         |
| 1981年（第63回大会）  | 京都商（3年ぶり10回目）                        | 準々決勝                                       | ○ 2 - 0 和歌山工                               | 準優勝                                         |
| 1981年（第63回大会）  | 京都商（3年ぶり10回目）                        | 準決勝                                         | ○ 1 - 0 鎮西                                   | 準優勝                                         |
| 1981年（第63回大会）  | 京都商（3年ぶり10回目）                        | 決勝                                           | ● 0 - 2 報徳学園                               | 準優勝                                         |
| 1982年（第64回大会）  | 宇治（3年ぶり2回目）                           | 1回戦                                          | ● 0 - 12 早稲田実                              | 初戦敗退                                       |
| 1983年（第65回大会）  | 東山（57年ぶり3回目）                          | 1回戦                                          | ○ 2 - 0 創価                                   | 2回戦                                          |
| 1983年（第65回大会）  | 東山（57年ぶり3回目）                          | 2回戦                                          | ● 2 - 5 学法石川                               | 2回戦                                          |
| 1984年（第66回大会）  | 京都西（初出場）                               | 2回戦                                          | ● 3 - 4x 新潟南（延長11回）                    | 初戦敗退                                       |
| 1985年（第67回大会）  | 花園（初出場）                                 | 1回戦                                          | ● 1 - 12 関東一                                | 初戦敗退                                       |
| 1986年（第68回大会）  | 京都商（5年ぶり11回目）                        | 2回戦                                          | ○ 1 - 0 東海大山形                             | 3回戦                                          |
| 1986年（第68回大会）  | 京都商（5年ぶり11回目）                        | 3回戦                                          | ● 0 - 14 沖縄水産                              | 3回戦                                          |
| 1987年（第69回大会）  | 北嵯峨（初出場）                               | 2回戦                                          | ○ 4 - 3 秋田経法大付（延長10回）               | ベスト8                                        |
| 1987年（第69回大会）  | 北嵯峨（初出場）                               | 3回戦                                          | ○ 3 - 2 東海大山形                             | ベスト8                                        |
| 1987年（第69回大会）  | 北嵯峨（初出場）                               | 準々決勝                                       | ● 0 - 3 東亜学園                               | ベスト8                                        |
| 1988年（第70回大会）  | 京都西（4年ぶり2回目）                         | 1回戦                                          | ○ 7 - 4 高崎商                                 | 2回戦                                          |
| 1988年（第70回大会）  | 京都西（4年ぶり2回目）                         | 2回戦                                          | ● 1 - 2 大垣商                                 | 2回戦                                          |
| 1989年（第71回大会）  | 京都西（2年連続3回目）                         | 1回戦                                          | ○ 6 - 4 学法石川                               | 2回戦                                          |
| 1989年（第71回大会）  | 京都西（2年連続3回目）                         | 2回戦                                          | ● 0 - 4 仙台育英                               | 2回戦                                          |
| 1990年（第72回大会）  | 平安（16年ぶり26回目）                         | 1回戦                                          | ○ 5 - 3 関東一                                 | 3回戦                                          |
| 1990年（第72回大会）  | 平安（16年ぶり26回目）                         | 2回戦                                          | ○ 5 - 0 境                                     | 3回戦                                          |
| 1990年（第72回大会）  | 平安（16年ぶり26回目）                         | 3回戦                                          | ● 0 - 1 丸亀（延長14回）                       | 3回戦                                          |
| 1991年（第73回大会）  | 北嵯峨（4年ぶり2回目）                         | 2回戦                                          | ● 3 - 4x 秋田                                  | 初戦敗退                                       |
| 1992年（第74回大会）  | 京都西（3年ぶり4回目）                         | 1回戦                                          | ● 1 - 3 桐陽                                   | 初戦敗退                                       |
| 1993年（第75回大会）  | 京都西（2年連続5回目）                         | 1回戦                                          | ○ 7 - 2 佐野日大                               | ベスト8                                        |
| 1993年（第75回大会）  | 京都西（2年連続5回目）                         | 2回戦                                          | ○ 4 - 2 郡山                                   | ベスト8                                        |
| 1993年（第75回大会）  | 京都西（2年連続5回目）                         | 3回戦                                          | ○ 2 - 1 鳥取西                                 | ベスト8                                        |
| 1993年（第75回大会）  | 京都西（2年連続5回目）                         | 準々決勝                                       | ● 3 - 8 市船橋                                 | ベスト8                                        |
| 1994年（第76回大会）  | 西城陽（初出場）                               | 1回戦                                          | ● 0 - 7 大垣商                                 | 初戦敗退                                       |
| 1995年（第77回大会）  | 京都成章（初出場）                             | 2回戦                                          | ● 2 - 4 創価                                   | 初戦敗退                                       |
| 1996年（第78回大会）  | 北嵯峨（5年ぶり3回目）                         | 2回戦                                          | ● 1 - 3 横浜                                   | 初戦敗退                                       |
| 1997年（第79回大会）  | 平安（7年ぶり27回目）                          | 1回戦                                          | ○ 8 - 4 県岐阜商                               | 準優勝                                         |
| 1997年（第79回大会）  | 平安（7年ぶり27回目）                          | 2回戦                                          | ○ 5 - 0 高知商                                 | 準優勝                                         |
| 1997年（第79回大会）  | 平安（7年ぶり27回目）                          | 3回戦                                          | ○ 3 - 2 浜松工                                 | 準優勝                                         |
| 1997年（第79回大会）  | 平安（7年ぶり27回目）                          | 準々決勝                                       | ○ 5 - 1 徳島商（延長10回）                     | 準優勝                                         |
| 1997年（第79回大会）  | 平安（7年ぶり27回目）                          | 準決勝                                         | ○ 3 - 0 前橋工                                 | 準優勝                                         |
| 1997年（第79回大会）  | 平安（7年ぶり27回目）                          | 決勝                                           | ● 3 - 6 智弁和歌山                             | 準優勝                                         |
| 1998年（第80回大会）  | 京都成章（3年ぶり2回目）                       | 1回戦                                          | ○ 10 - 7 仙台                                  | 準優勝                                         |
| 1998年（第80回大会）  | 京都成章（3年ぶり2回目）                       | 2回戦                                          | ○ 5 - 3 如水館                                 | 準優勝                                         |
| 1998年（第80回大会）  | 京都成章（3年ぶり2回目）                       | 3回戦                                          | ○ 5 - 1 桜美林                                 | 準優勝                                         |
| 1998年（第80回大会）  | 京都成章（3年ぶり2回目）                       | 準々決勝                                       | ○ 10 - 4 常総学院                              | 準優勝                                         |
| 1998年（第80回大会）  | 京都成章（3年ぶり2回目）                       | 準決勝                                         | ○ 6 - 1 豊田大谷                               | 準優勝                                         |
| 1998年（第80回大会）  | 京都成章（3年ぶり2回目）                       | 決勝                                           | ● 0 - 3 横浜                                   | 準優勝                                         |
| 1999年（第81回大会）  | 福知山商（初出場）                             | 1回戦                                          | ○ 6 - 2 盛岡中央                               | 2回戦                                          |
| 1999年（第81回大会）  | 福知山商（初出場）                             | 2回戦                                          | ● 1 - 3 柏陵                                   | 2回戦                                          |
| 2000年（第82回大会）  | 鳥羽（54年ぶり5回目）                          | 2回戦                                          | ○ 5 - 1 桐生第一                               | 3回戦                                          |
| 2000年（第82回大会）  | 鳥羽（54年ぶり5回目）                          | 3回戦                                          | ● 1 - 2x 横浜                                  | 3回戦                                          |
| 2001年（第83回大会）  | 平安（4年ぶり28回目）                          | 2回戦                                          | ○ 4 - 2 酒田南                                 | ベスト8                                        |
| 2001年（第83回大会）  | 平安（4年ぶり28回目）                          | 3回戦                                          | ○ 3 - 1 金沢                                   | ベスト8                                        |
| 2001年（第83回大会）  | 平安（4年ぶり28回目）                          | 準々決勝                                       | ● 3 - 4 松山商                                 | ベスト8                                        |
| 2002年（第84回大会）  | 東山（19年ぶり4回目）                          | 2回戦                                          | ● 7 - 11 佐久長聖                              | 初戦敗退                                       |
| 2003年（第85回大会）  | 平安（3年ぶり29回目）                          | 1回戦                                          | ○ 8 - 1 日大三                                 | 3回戦                                          |
| 2003年（第85回大会）  | 平安（3年ぶり29回目）                          | 2回戦                                          | ○ 2 - 1 明徳義塾                               | 3回戦                                          |
| 2003年（第85回大会）  | 平安（3年ぶり29回目）                          | 3回戦                                          | ● 0 - 1x 東北（延長11回）                      | 3回戦                                          |
| 2004年（第86回大会）  | 京都外大西（11年ぶり6回目）                    | 1回戦                                          | ○ 2 - 1 日本文理                               | 2回戦                                          |
| 2004年（第86回大会）  | 京都外大西（11年ぶり6回目）                    | 2回戦                                          | ● 0 - 1x 横浜（延長11回）                      | 2回戦                                          |
| 2005年（第87回大会）  | 京都外大西（2年連続7回目）                     | 1回戦                                          | ○ 4 - 1 菰野                                   | 準優勝                                         |
| 2005年（第87回大会）  | 京都外大西（2年連続7回目）                     | 2回戦                                          | ○ 12 - 10 関西                                 | 準優勝                                         |
| 2005年（第87回大会）  | 京都外大西（2年連続7回目）                     | 3回戦                                          | ○ 4 - 0 桐光学園                               | 準優勝                                         |
| 2005年（第87回大会）  | 京都外大西（2年連続7回目）                     | 準々決勝                                       | ○ 9 - 1 樟南                                   | 準優勝                                         |
| 2005年（第87回大会）  | 京都外大西（2年連続7回目）                     | 準決勝                                         | ○ 10 - 9 宇部商                                | 準優勝                                         |
| 2005年（第87回大会）  | 京都外大西（2年連続7回目）                     | 決勝                                           | ● 3 - 5 駒大苫小牧                             | 準優勝                                         |
| 2006年（第88回大会）  | 福知山成美（7年ぶり2回目）                     | 1回戦                                          | ○ 6 - 4 愛工大名電                             | ベスト8                                        |
| 2006年（第88回大会）  | 福知山成美（7年ぶり2回目）                     | 2回戦                                          | ○ 4 - 0 静岡商                                 | ベスト8                                        |
| 2006年（第88回大会）  | 福知山成美（7年ぶり2回目）                     | 3回戦                                          | ○ 6 - 3 熊本工                                 | ベスト8                                        |
| 2006年（第88回大会）  | 福知山成美（7年ぶり2回目）                     | 準々決勝                                       | ● 2 - 3 鹿児島工（延長10回）                   | ベスト8                                        |
| 2007年（第89回大会）  | 京都外大西（2年ぶり8回目）                     | 2回戦                                          | ○ 5 - 3 常総学院（延長12回）                   | 3回戦                                          |
| 2007年（第89回大会）  | 京都外大西（2年ぶり8回目）                     | 3回戦                                          | ● 3 - 5 長崎日大                               | 3回戦                                          |
| 2008年（第90回大会）  | 福知山成美（2年ぶり3回目）                     | 2回戦                                          | ● 1 - 2 常葉菊川                               | 初戦敗退                                       |
| 2009年（第91回大会）  | 龍谷大平安（6年ぶり30回目）                    | 1回戦                                          | ● 1 - 5 中京大中京                             | 初戦敗退                                       |
| 2010年（第92回大会）  | 京都外大西（3年ぶり9回目）                     | 2回戦                                          | ● 3 - 5 新潟明訓                               | 初戦敗退                                       |
| 2011年（第93回大会）  | 龍谷大平安（2年ぶり31回目）                    | 2回戦                                          | ● 1 - 4 新湊                                   | 初戦敗退                                       |
| 2012年（第94回大会）  | 龍谷大平安（2年連続32回目）                    | 1回戦                                          | ○ 9x - 8 旭川工（延長11回）                    | 2回戦                                          |
| 2012年（第94回大会）  | 龍谷大平安（2年連続32回目）                    | 2回戦                                          | ● 2 - 4 東海大甲府                             | 2回戦                                          |
| 2013年（第95回大会）  | 福知山成美（5年ぶり4回目）                     | 1回戦                                          | ● 7 - 8 沖縄尚学                               | 初戦敗退                                       |
| 2014年（第96回大会）  | 龍谷大平安（2年ぶり33回目）                    | 1回戦                                          | ● 1 - 5 春日部共栄                             | 初戦敗退                                       |
| 2015年（第97回大会）  | 鳥羽（15年ぶり6回目）                          | 1回戦                                          | ○ 7 - 1 岡山学芸館                             | 3回戦                                          |
| 2015年（第97回大会）  | 鳥羽（15年ぶり6回目）                          | 2回戦                                          | ○ 4 - 2 津商                                   | 3回戦                                          |
| 2015年（第97回大会）  | 鳥羽（15年ぶり6回目）                          | 3回戦                                          | ● 3 - 4 興南                                   | 3回戦                                          |
| 2016年（第98回大会）  | 京都翔英（初出場）                             | 1回戦                                          | ● 1 - 9 樟南                                   | 初戦敗退                                       |
| 2017年（第99回大会）  | 京都成章（19年ぶり3回目）                      | 2回戦                                          | ● 2 - 3x 神村学園                              | 初戦敗退                                       |
| 2018年（第100回大会） | 龍谷大平安（4年ぶり34回目）                    | 1回戦                                          | ○ 3x - 2 鳥取城北                              | 3回戦                                          |
| 2018年（第100回大会） | 龍谷大平安（4年ぶり34回目）                    | 2回戦                                          | ○ 14 - 1 八戸学院光星                          | 3回戦                                          |
| 2018年（第100回大会） | 龍谷大平安（4年ぶり34回目）                    | 3回戦                                          | ● 3 - 4 日大三                                 | 3回戦                                          |
| 2019年（第101回大会） | 立命館宇治（37年ぶり3回目）                    | 1回戦                                          | ○ 1 - 0 秋田中央                               | 2回戦                                          |
| 2019年（第101回大会） | 立命館宇治（37年ぶり3回目）                    | 2回戦                                          | ● 3 - 6 星稜                                   | 2回戦                                          |
| 2020年（第102回大会） | （新型コロナウイルス感染症流行による大会中止） | （新型コロナウイルス感染症流行による大会中止） | （新型コロナウイルス感染症流行による大会中止） | （新型コロナウイルス感染症流行による大会中止） |
| 2021年（第103回大会） | 京都国際（初出場）                             | 2回戦                                          | ○ 1 - 0 前橋育英                               | ベスト4                                        |
| 2021年（第103回大会） | 京都国際（初出場）                             | 3回戦                                          | ○ 6 - 4 二松学舎大付（延長10回）               | ベスト4                                        |
| 2021年（第103回大会） | 京都国際（初出場）                             | 準々決勝                                       | ○ 3x - 2 敦賀気比                              | ベスト4                                        |
| 2021年（第103回大会） | 京都国際（初出場）                             | 準決勝                                         | ● 1 - 3 智弁学園                               | ベスト4                                        |
| 2022年（第104回大会） | 京都国際（2年連続2回目）                       | 1回戦                                          | ● 5 - 6x 一関学院（延長11回）                  | 初戦敗退                                       |
| 2023年（第105回大会） | 立命館宇治（4年ぶり4回目）                     | 1回戦                                          | ● 2 - 10 神村学園                              | 初戦敗退                                       |
| 2024年（第106回大会） | 京都国際（2年ぶり3回目）                       | 1回戦                                          | ○ 7 - 3 札幌日大                               | 優勝                                           |
| 2024年（第106回大会） | 京都国際（2年ぶり3回目）                       | 2回戦                                          | ○ 4 - 0 新潟産大付                             | 優勝                                           |
| 2024年（第106回大会） | 京都国際（2年ぶり3回目）                       | 3回戦                                          | ○ 4 - 0 西日本短大付                           | 優勝                                           |
| 2024年（第106回大会） | 京都国際（2年ぶり3回目）                       | 準々決勝                                       | ○ 4 - 0 智弁学園                               | 優勝                                           |
| 2024年（第106回大会） | 京都国際（2年ぶり3回目）                       | 準決勝                                         | ○ 3 - 2 青森山田                               | 優勝                                           |
| 2024年（第106回大会） | 京都国際（2年ぶり3回目）                       | 決勝                                           | ○ 2 - 1 関東第一（延長10回TB）                 | 優勝                                           |
| 2025年（第107回大会） | 京都国際（2年連続4回目）                       | 2回戦                                          | ○ 6 - 3 健大高崎                               | ベスト8                                        |
| 3回戦                 | ○ 3 - 2 尽誠学園                               |                                                |                                                |                                                |
| 準々決勝              | ● 4 - 11 山梨学院                              |                                                |                                                |                                                |

## 通算成績
第107回大会3回戦終了時
| 出場 | 試合 | 勝利 | 敗戦 | 引分 | 勝率 | 優勝 | 準優勝 | ベスト4 | ベスト8 |
| ---- | ---- | ---- | ---- | ---- | ---- | ---- | ------ | ------- | ------- |
| 101  | 228  | 132  | 95   | 1    | .581 | 5    | 9      | 5       | 18      |

## 学校別成績
| 校名             | 出場 | 勝敗       | 直近出場 | 最高成績 | 前身校           |
| ---------------- | ---- | ---------- | -------- | -------- | ---------------- |
| 龍谷大平安       | 34回 | 61勝31敗   | 2018年   | 優勝3回  | 平安中・平安     |
| 京都先端科学大付 | 11回 | 8勝11敗    | 1986年   | 準優勝   | 京都商           |
| 京都外大西       | 9回  | 12勝9敗    | 2010年   | 準優勝   | 京都西           |
| 鳥羽             | 6回  | 10勝4敗1分 | 2015年   | 優勝1回  | 京都二中         |
| 京都国際         | 4回  | 11勝3敗    | 2025年   | 優勝1回  |                  |
| 福知山成美       | 4回  | 4勝4敗     | 2013年   | ベスト8  | 福知山商         |
| 東山             | 4回  | 3勝4敗     | 2002年   | 2回戦    | 東山中           |
| 立命館宇治       | 4回  | 1勝4敗     | 2023年   | 2回戦    | 宇治             |
| 西京             | 3回  | 7勝3敗     | 1948年   | 準優勝   | 京都一商・西京商 |
| 立命館           | 3回  | 5勝3敗     | 1955年   | ベスト4  | 立命館中         |
| 京都成章         | 3回  | 5勝3敗     | 2017年   | 準優勝   |                  |
| 北嵯峨           | 3回  | 2勝3敗     | 1996年   | ベスト8  |                  |
| 山城             | 3回  | 0勝3敗     | 1961年   | 初戦敗退 |                  |
| 同志社           | 2回  | 0勝2敗     | 1924年   | 初戦敗退 | 同志社中         |
| 洛北             | 1回  | 1勝1敗     | 1917年   | ベスト8  | 京都一中         |
| 京都二商         | 1回  | 1勝1敗     | 1947年   | ベスト8  |                  |
| 東宇治           | 1回  | 1勝1敗     | 1980年   | 2回戦    |                  |
| 京都師範         | 1回  | 0勝1敗     | 1932年   | 初戦敗退 |                  |
| 桂               | 1回  | 0勝1敗     | 1975年   | 初戦敗退 |                  |
| 花園             | 1回  | 0勝1敗     | 1985年   | 初戦敗退 |                  |
| 西城陽           | 1回  | 0勝1敗     | 1994年   | 初戦敗退 |                  |
| 京都翔英         | 1回  | 0勝1敗     | 2016年   | 初戦敗退 |                  |